# Herbert Trebs
Herbert Trebs (* 16. Juli 1925 in Halle (Saale)) ist ein deutscher evangelischer Hochschullehrer für Ökumenik und  Kirchengeschichte, ehemaliger  Funktionär der DDR-CDU und inoffizieller Mitarbeiter der DDR-Staatssicherheit.

## Leben
Trebs studierte Evangelische Theologie. Von 1951 bis 1954 und von 1960 bis 1963 war er Aspirant an der Martin-Luther-Universität Halle/Saale, 1964–1966 an der Humboldt-Universität von Berlin. Mit einer Dissertation über „Ökumenisches Denken und der ökumenische Gedanke bei Leonhard Ragaz“ wurde er zum Doktor der Theologie promoviert. Trebs erhielt 1967 eine Berufung zum Professor für Ökumenik an der Humboldt-Universität von Berlin, die er bis 1990 innehatte.
1950 verpflichtete er sich als Geheimer Mitarbeiter für die Staatssicherheit, im Juli 1954 kam es zur zweiten Verpflichtung als Geheimer Informator.
Trebs arbeitete seit 1960 im sogenannten „Institut Wandlitz“, einem konspirativen Objekt der Staatssicherheit in Berlin-Pankow zur Auswertung und Desinformation von kirchlichen Quellen, und berichtete als IM Anton.
Trebs war von 1947 bis 1989 Mitglied der CDU der DDR und wurde Ende der 1950er Jahre Nachfolgekandidat des Hauptvorstands seiner Partei. Von 1954 bis 1964 war er Abteilungsleiter und Redakteur für Kultur- und Kirchenpolitik in der Redaktion der Neuen Zeit. Er gehörte dem Friedensrat der DDR an und betätigte sich publizistisch und mit Vorträgen für die „Friedenserziehung“ der jungen Generation. Dabei positionierte er sich gegen pazifistische Positionen innerhalb kirchlicher Kreise und warf ihnen mangelnde politische Verantwortung in der Systemauseinandersetzung zwischen den NATO- und den Warschauer-Pakt-Staaten vor. Von 1963 bis 1976 war er Mitglied der Volkskammer. Im Jahre 1967 gehörte er als Abgeordneter mit CDU-Mandat zur Kommission, die eine neue Verfassung für die DDR ausarbeitete. 1991 wurde er pensioniert. 1985 erhielt er den Vaterländischen Verdienstorden in Silber.
Trebs ist verheiratet mit der bildenden Künstlerin Beatrix Trebs und Vater von drei Söhnen und einer Tochter.
Nach Einschätzung von Ehrhart Neubert gehörte er einer Gruppe von „hemmungslos opportunistischen Theologen“ an, die den Widerstand gegen die totalitäre Gewalt des SED-Regimes schwächten, indem sie sich an den Angriffen auf die  Jungen Gemeinden beteiligten. Pfarrer Michael Pflug schätzt hingegen ein, ohne Trebs, der sich schützend vor seine Studenten stellte, wäre ein Studium ohne politischen Druck nicht möglich gewesen.

## Werke
- Karl Barth. Berlin : Union-Verl., 1986, 1. Aufl. d. Neubearb.
- Zeugnis und Zeitgenossenschaft, Berlin : Union-Verl. VOB, 1968
- Martin Luther heute. Berlin : Union-Verl. VOB, 1967
- Karl Barth. Berlin : Union Verl. VOB, 1966
- Beiträge zur Deutung von Teilhard de Chardin: Der Mensch im Kosmos. Olof Klohr. – Berlin : Union Verl. VOB, [1966]
- Emil Fuchs. Berlin : VOB Union Verl., 1965
- Die Widerspiegelung der sozialen Realität in der Reich-Gottes-Theologie des frühen Leonhard Ragaz <1909–1922>, Leipzig, 1963
- Hefte aus Burgscheidungen / 23. Sozialistische Kulturrevolution und christlicher Glaube[1959]
- Christen sagen ja zum Sozialismus. [Berlin] : Nationalrat d. Nationalen Front d. demokratischen Deutschland, [19]58

Als Herausgeber:
- Artikel: Apostelamt Jesu Christi; Gemeinschaft des göttlichen Sozialismus - Apostelamt Juda; Gemeinschaft in Christo Jesu; Christliche Gemeinschaft Hirt und Herde; Katholisch-apostolische Gemeinden; Mennoniten, in: Theologisches Lexikon, hrsg. von Hans-Hinrich Jenssen und Herbert Trebs, Berlin 1981[11]
- Fuchs, Emil. Von Schleiermacher zu Marx. Hrsg. v. Heinrich Fink u. Herbert Trebs. Bln., Union, (1969), OCLC 630171.

Rezensionen:
- Rosemarie Schuder: Die Erleuchteten oder Das Bild des armen Lazarus zu Münster in Westfalen – von wenig Furchtsamen auch der Terror der Liebe genannt, 1968 Berlin Union-Verlag, in: Evangelisches Pfarrerblatt, 1969, H. 7, S. 188–191[12]

Audiovisuelle Medien:
- Bestandskatalog von CDs und DVDs für Forschung und Lehre: Martin Luther [1517–1527]. Eine Produktion des Fernsehens der DDR 1983. Fünf Teile, je 90 Minuten, total ca. 450 Minuten. Buch: Hans Kohlus, Regie: Kurt Veth, Hauptdarsteller: Ulrich Thein, Berater: Gerhard Brendler (AdW; Historiker), Herbert Trebs (Humboldt-Universität, Theologe)[13]